# Плеханов, Сергей Николаевич
Сергей Николаевич Плеханов (1949, Свердловск — февраль 2024), русский прозаик, писатель-фантаст. Член СП СССР.

## Биография
Родился в Свердловске в 1949 году.
Окончил школу в Нижнем Тагиле. В 1967—1970 учился в МГИМО, в 1978 году окончил Литературный институт им. А. М. Горького.
По его повести «Золотая баба» на Свердловской киностудии был снят одноимённый фильм в 1986 году. Ранее, в 1984 году, выступил сценаристом документального фильма «Путь к восходу. Об истории освоения Сибири и Дальнего Востока».
Среди опубликованного в последнее время — ряд публицистических книг, посвящённых политическим лидерам Востока и России. Писатель затрагивал вопросы истории ислама и современной ситуации в арабских странах.
Лауреат литературной премии им. Горького. Ушел из жизни в 2024 году в Омане.

## Критика
Эдуард Лимонов называет Плеханова первым биографом и одним из первых пропагандистов Жириновского.